# Carlos Luis Morales
Carlos Luis Morales Benítez (Guayaquil, 1965. június 12. – Samborondón, 2020. június 22.) válogatott ecuadori labdarúgó, kapus, újságíró, politikus.

## Pályafutása

### Klubcsapatban
1983 és 1993 között a Barcelona SC labdarúgója volt, ahol négy ecuadori bajnoki címet szerzett a csapattal. 1993 és 1995 között az argentin Independiente játékosa volt és egy bajnoki címet ért el az együttessel. 1995-ben hazatért Ecuadorba és az LDU Portoviejo játékosa lett. 1996-ban ismét a Barcelona, majd 1997-ben az Emelec kapusa volt. 1998-ban a chilei Palestino együttesében játszott. 1999–00-ben az ESPOLI, 2001-ben a Santa Rita labdarúgója volt.

### A válogatottban
1987 és 1999 között 40 alkalommal szerepelt az ecuadori válogatottban. Három Copa América tornán vett részt (1987, 1989, 1995).

## Sikerei, díjai
Barcelona SC
- Ecuadori bajnokság
  - bajnok: 1985, 1987, 1989, 1991

 Independiente
- Argentin bajnokság
  - bajnok: 1993–94